# Менонге
Менонге (порт. Menongue) — місто (а також муніципалітет) в Анголі, столиця провінції Квандо-Кубанго. Тут є вокзал залізниці Мосамедеш від Намібе. До 1975 року місто мало назву Серпа-Пінто.

## Географія
Розташоване на висоті 1354 метри над рівнем моря.

### Клімат
Місто знаходиться у зоні, котра характеризується кліматом помірних степів та напівпустель. Найтепліший місяць — жовтень із середньою температурою 24.4 °C (76 °F). Найхолодніший місяць — червень, із середньою температурою 15 °С (59 °F).
| Клімат Менонге          | Клімат Менонге | Клімат Менонге | Клімат Менонге | Клімат Менонге | Клімат Менонге | Клімат Менонге | Клімат Менонге | Клімат Менонге | Клімат Менонге | Клімат Менонге | Клімат Менонге | Клімат Менонге | Клімат Менонге |
| Показник                | Січ.           | Лют.           | Бер.           | Квіт.          | Трав.          | Черв.          | Лип.           | Серп.          | Вер.           | Жовт.          | Лист.          | Груд.          | Рік            |
| Абсолютний максимум, °C | 32             | 35             | 32             | 32             | 31             | 30             | 30             | 35             | 36             | 37             | 38             | 32             | 38             |
| Середній максимум, °C   | 28             | 29             | 28             | 28             | 27             | 26             | 26             | 29             | 32             | 33             | 33             | 29             | 29             |
| Середня температура, °C | 22             | 23             | 23             | 19             | 17             | 14             | 14             | 17             | 21             | 24             | 23             | 22             | 20             |
| Середній мінімум, °C    | 16             | 17             | 18             | 11             | 7              | 3              | 3              | 6              | 10             | 16             | 14             | 16             | 11             |
| Абсолютний мінімум, °C  | 10             | 12             | 13             | 5              | 0              | −3             | −2             | 0              | 2              | 8              | 8              | 10             | −3             |
| Норма опадів, мм        | 180            | 160            | 180            | 50             | 0              | 0              | 0              | 0              | 0              | 20             | 80             | 140            | 860            |
| Днів з дощем            | 10             | 10             | 9              | 4              | 0              | 0              | 0              | 0              | 0              | 2              | 5              | 10             | 54             |
| Вологість повітря, %    | 71             | 73             | 75             | 68             | 60             | 53             | 45             | 34             | 32             | 42             | 63             | 68             | 57             |
| ----------------------- | -------------- | -------------- | -------------- | -------------- | -------------- | -------------- | -------------- | -------------- | -------------- | -------------- | -------------- | -------------- | -------------- |
| Джерело: Weatherbase    |                |                |                |                |                |                |                |                |                |                |                |                |                |

## Населення
Населення на 2010 рік — 32 203 людини.
| Рік  | Населення |
| ---- | --------- |
| 1970 | 3023      |
| 2010 | 32 203    |

## Транспорт
У Менонге знаходиться аеропорт з довжиною злітно-посадкової смуги 3500 метрів і однойменна католицька єпархія.